# Sanitär
Sanitär (från franskans sanitaire sundhets-, hälsovårds-, hygienisk) avser militär sjukvårdspersonal. Termen används inom Finlands försvarsmakt.